# Kroupy (potravina)
Kroupy jsou obalů zbavená zrna obilovin, jako je oves, pšenice, ječmen, nebo pseudoobilovin, jako je pohanka. Jsou celozrnné, takže jejich součástí jsou klíčky a jsou bohaté na vlákninu, která se vyskytuje v horních vrstvách zrn. Kroupy jsou výživné a mohou být základem kaše jako hlavního jídla.

## Složení
Kroupy, tedy celá obilná zrna, obsahují prakticky všechny pro výživu nezbytné prvky jako např. vápník, hořčík, zinek, selen, fosfor, železo, a dále zejména vitamíny B a E. Kromě sacharidů obsahují poměrně velké množství bílkovin.

## Využití
Kroupy jsou výživné, ale je nutné je před vařením namočit do vody kvůli lepší stravitelnosti. Dají se využít jako zavářka do polévek, na kaši, nebo se tradičně používají pro přípravu zabijačkových jelit.

## Produkce
Kroupy jsou čištěny, tříděny dle velikosti zrna, případně oloupány. V případě potřeby se namelou na jemnou, střední nebo hrubou krupici.